# Gothic (singel)
Gothic – ósmy singel oraz utwór niemieckiego DJ-a i producenta – Tomcrafta, wydany 21 października 1998 (dokładnie rok po wydaniu przedostatniego singla Mind i tego samego dnia co singel The Mission) w Niemczech przez wytwórnię Kosmo Records (wydanie 12"). Utwór nie został wydany na żadnym albumie Tomcrafta. Na singel składają się tylko utwór tytułowy w dwóch wersjach.

## Lista utworów
1. Gothic (Original Mix)
2. Gothic (Marc Manga Remix)